# 家園便利店
家園便利店（英語：Home Market），是香港一家非牟利連鎖超級市場，由恒基兆業創辦人李兆基出資、並由其長子李家傑於2012年創辦，旨為長者、傷殘人士，香港新移民、低收入及綜援家庭、香港少數族裔等社群服務，以接近入貨價售賣食物及貨品，並為新移民、低技術人士及失業人士提供就業機會。

## 歷史
李家傑在2012年去超級市場購物時，了解到物價升幅高脹，於是對基層市民受此之苦產生意識，同時他亦在4月見到人民幣升值，令他更為憂慮基層市民的境況。於是他便決定開設以成本價發售食物及日常用品的商店。之後他跟支援新移民及少數族裔的新家園協會取得聯絡，透過恒基溫暖工程基金向後者捐贈1000萬元，於2012年創立家園便利店，並由基金支持日常開支；貨品則由李本人游說朋友以較便宜的價格供應。
首間店鋪於同年5月在天水圍試業。12月，天水圍分店連同位於深水埗和筲箕灣的分店一併正式開業，行政長官梁振英及民建聯主席譚耀宗等現身開幕儀式。其在當時已實施會員制，只有經過審查符合資格的人士才可購物。
自2015年5月開始，容許非合資格人士以非會員價在內購物，在該月有關人士佔總體約1%。家園便利店總幹事鄭惠珍在同月表示，大部分貨品處於虧損狀態，需李家傑資助營運。截至2019年5月，家園便利店共有10間分店。之後在2020年11月於牛頭角開設第12間分店。同月，無綫電視翡翠台播出以家園便利店為主題的報道，令會員申請數出現有較大升幅。

## 營運
家園便利店在港九新界都設有分店及自助售賣機，並在元朗雙魚薈、西灣河嘉亨灣、將軍澳新都城及新寶城、馬鞍山迎海、上水高爾夫御苑、啟德THE HENLEY、屯門帝御、大埔比華利山別墅設有自助售賣機。
家園便利店設有會員制度，唯長者、低收入人士、新移民、少數族裔、傷健人士等才可加入。會員價一般接近成本價，為市價的五折至八折。它亦跟非政府組織創業軒合作，一起設立3間聘請精神病康復者和更生人士的分店，並獲得政府撥款支持。

## 分店
- 筲箕灣南安街
- 鴨脷洲鴨脷洲邨
- 牛池灣彩虹邨
- 深水埗基隆街
- 深水埗南昌站
- 土瓜灣炮仗街
- 觀塘瑞和街
- 九龍城衙前圍道
- 牛頭角觀塘花園大廈
- 新蒲崗仁愛街
- 天水圍天慈商場
- 荃灣福來邨
- 葵涌葵盛東邨
- 沙田乙明邨
- 大埔懷義街
- 元朗壽富街
- 元朗粉錦公路雙魚薈

## 評價
家園便利店因能節省生活成本而獲得市民支持。它在「社企獎勵計劃2017」中因在網上取得4700多票，而奪得「最受歡迎社企」獎。

## 外部連結
- 家園便利店（页面存档备份，存于）